# 1994 RA11
1994 RA11 är en asteroid i huvudbältet som upptäcktes den 1 september 1994 av de båda japanska astronomerna Seiji Ueda och Hiroshi Kaneda i Kushiro.